# Аргун, Алексей Хутович
Алексей Хутович Аргун (апрель 1937, Ткуарчал, Абхазская АССР — 1 июля 2008, Сухум, Абхазия) — абхазский учёный, общественный деятель, писатель, доктор искусствоведения, профессор, академик РНАН (2001), заслуженный деятель искусств Абхазской АССР (1982), член Союза писателей Абхазии и России, член Союза композиторов Абхазии; министр культуры Абхазской АССР (1971—1980); депутат Верховного Совета Абхазской АССР трёх созывов (1975—1990).

## Биография
Родился в 1937 году в городе Ткуарчале, где окончил Ткуарчалскую среднюю школу № 1.
С 1956 по 1960 годы работал директором Очамчырского дворца культуры и одновременно заведовал отделом пропаганды газеты «Путь к коммунизму».
С 1960 по 1965 годы учился Московский государственный институт театрального искусства имени А. Луначарского и там же — аспирантуру (1965—1969) и докторантуру (кандидатская диссертация 1970).
С 1970 по 1973 годы работал директором Абхазского государственного музея, а с 1973 по 1975 годы — директором ордена «Знак Почета» Абхазского государственного драматического театра им. С. Чанба.
С 1971 по 1980 годы трудился в должности министра культуры Абхазской АССР, а после этого был заведующий отделом искусств Абхазского института гуманитарных исследований им. Д. И. Гулиа Академии наук Абхазии.
В 1983 году защитил докторскую диссертацию в Московском Всесоюзном научно-исследовательском институте искусствознания (присуждена ученая степень доктора искусствоведения).
С 1975 по 1990 годы был депутатом Верховного Совета Абхазской АССР и членом Абхазского обкома коммунистической партии, председателем Абхазского отделения Всесоюзного Комитета защиты мира. Также был постоянным членом Комитета по присуждению премий по линии ВЦСПС, а также постоянным членом Комиссии по государственным премиям Абхазии им.
Являлся членом Союза композиторов Абхазской АССР. В 1987 году ему было присвоено звание профессора по философии, с 1971 он читал лекции по эстетике на кафедре философии и культурологии Абхазского государственного университета. В 2001 году был избран академиком РНАН.
В 2007 году правительством Абхазии награждён орденом «Ахьдз-Апша» II степени за научную и творческую деятельность и за воспитание подрастающего поколения.
Являлся членом Союза писателей Абхазской АССР и СССР. Его перу принадлежит несколько сборников пьес и новелл, изданных отдельными книгами в городах Сухум, Тбилиси и Москве. Пьесы ставились на сценах театров народов СССР (абхазской, кабардинской, черкесской, армянской, грузинской, украинской), а также Польше и Чехословакии. Является автором более 200 научных статей об абхазском искусстве, опубликованных в журналах, сборниках и энциклопедиях и вышедших в бывшем СССР и зарубежных странах.
Скончался 1 июля 2008 года.